# Karl van Beethoven
Karl van Beethoven (Viena, 4 de setembro de 1806 — Viena, 13 de abril de 1856) foi o único filho de Kaspar Anton Karl van Beethoven e Johanna van Beethoven (nascida Reiß: Reiss) e sobrinho do compositor Ludwig van Beethoven. Ele é principalmente lembrado por ser o centro de uma batalha amarga pela custódia entre sua mãe e o famoso tio após a morte de seu pai.

## Primeiros anos
Beethoven (doravante referido como Karl) era neto de Johann van Beethoven, um músico, professor e cantor flamengo-alemão. Johann se casou com Maria Magdalena Keverich e teve sete filhos, três dos quais sobreviveram até a idade adulta: Ludwig, Kaspar Anton Karl e Nicolaus Johann.
A mãe de Karl, Johanna Reiß, estava grávida de seis meses dele quando se casou com Kaspar Anton Karl van Beethoven em 25 de maio de 1806. Ele nasceu três meses depois, em 4 de setembro de 1806.

## Batalha de custódia

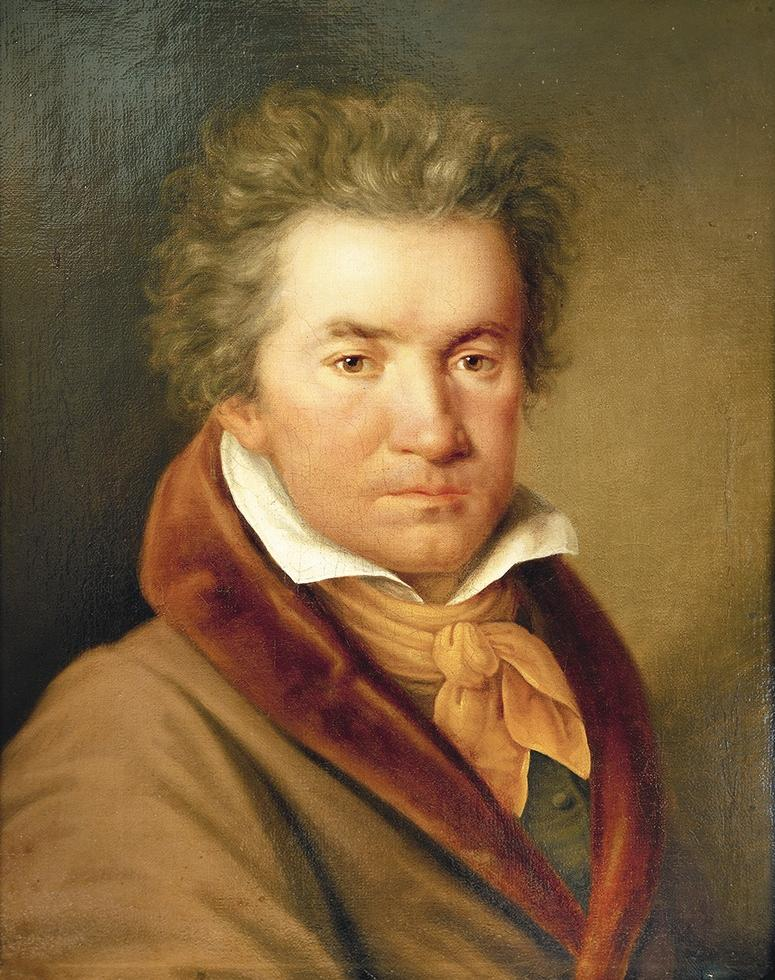
Ludwig van Beethoven em 1815, ano em que seu irmão Kaspar Anton Karl morreu

Após a morte de Kaspar em 1815, seu irmão Ludwig, tentou entrar com uma ação legal contra sua esposa, Johanna, pela custódia exclusiva de seu filho, Karl. Ludwig descobriu que Johanna era uma mãe inadequada e imoral. Além disso, Kaspar deixou seu irmão a custódia de Karl no Artigo V de seu último testamento datado de 14 de novembro de 1815: "Eu faço meu irmão Ludwig van Beethoven o guardião de meu filho Karl. . . " O testamento original, redigido dois dias antes da morte de Kaspar, dizia: "Junto com minha esposa, nomeio meu irmão Ludwig Van Beethoven como co-tutor." Ludwig se opôs às frases "Junto com minha esposa" e "co-" e as forçou a serem excluídas. Mais tarde, ele se lembraria: "Fiz meu irmão fazer isso, pois não queria estar ligado a uma mulher tão má em um assunto de tal importância como a educação da criança".
Depois da emenda, entretanto, Kaspar redigiu um codicilo que afirmava: "Deus permite que [minha esposa e meu irmão] sejam harmoniosos para o bem do meu filho". Quatro dias após sua morte, Johanna e Ludwig foram feitos co-guardiões de Karl. Ludwig imediatamente entrou com uma petição para o Imperial Royal Landrechete solicitando a guarda exclusiva. Em 9 de janeiro de 1816, o Landrechete concedeu a custódia de Karl a seu tio. As contínuas batalhas pela custódia entre a mãe de Karl e seu tio ocorreram entre os anos de 1815 e 1820.
Os numerosos julgamentos afetaram Karl de maneira emocional. Ele não foi apenas compelido a dar testemunho logo após a morte de seu pai em 1815; mas ele foi impedido de ver sua mãe uma vez que seu tio assumiu a custódia dele em 1816. Quando Karl desobedeceu a essas ordens, foi devolvido à força para seu tio pela polícia. Ludwig disse a sua equipe que Karl se beneficiaria com pouco ou nenhum contato com sua mãe. Durante sua adolescência, sob a proteção de seu tio, Karl foi matriculado em várias escolas. Ele foi forçado a ter aulas de piano com o pianista e compositor Carl Czerny. Ludwig ficou furioso quando Czerny disse a ele que Karl tinha pouca habilidade ou pouco talento musical. Muitos dos amigos mais próximos de Ludwig imploraram que ele encerrasse a luta por seu sobrinho; mas ele parecia obcecado em se tornar o pai do menino. Apesar dessa obsessão, notou-se que Karl era considerado preguiçoso e desonesto. Por outro lado, entretanto, sua desobediência e desenvolvimento de caráter parecem coincidir com certos eventos e influências diretas em sua vida. Por exemplo, a enxurrada constante de insultos de Ludwig contra Johanna como uma presença "má" e até "venenosa" em sua vida parece ter criado a mesma identificação "má" em Karl. Além disso, seus relatórios escolares diminuíram drasticamente à medida que a audiência do Tribunal de Apelação se aproximava.
Por causa desse comportamento, Ludwig alistou Karl na pensão Giannatasio del Rio de Viena de 1817-1818; e o Pensionat Blöchlinger em 1819. Quando a mãe de Karl tentou visitá-lo na escola, o diretor informou seu tio e pediu que ela não interferisse em seus estudos. Ludwig pediu uma liminar para que sua mãe não pudesse ver Karl sem seu consentimento. Johanna ficou tão furiosa com isso que abriu uma série de processos judiciais contra Ludwig. Na realidade, a obsessão estava mais de acordo com uma promessa do último testamento de seu irmão: "... visto que meu irmão muito amado me ajudou tantas vezes com amor verdadeiramente fraterno da maneira mais magnânima e generosa que ele no futuro irá transferir o amor tantas vezes demonstrado por mim, bem como a amizade ao meu filho Karl e que espero com plena confiança e com plena confiança no seu nobre coração; espero que ele fará tudo ao seu alcance pela educação mental do meu filho e para sua carreira futura e eu sei que meu irmão não vai recusar este meu pedido”.

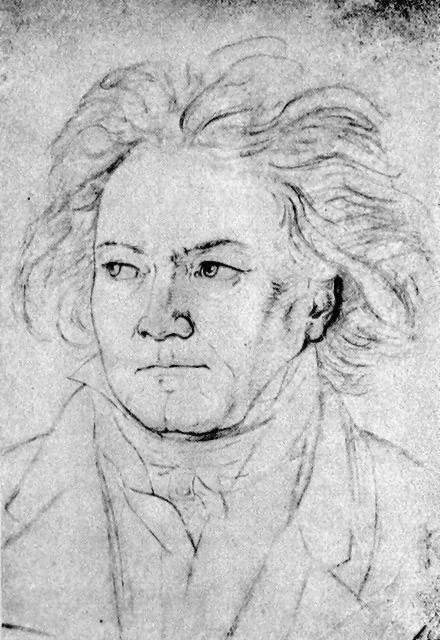
Ludwig van Beethoven em 1818

Johanna processou Ludwig três vezes entre setembro e outubro de 1818. Todas as vezes, suas petições foram rejeitadas. Em resposta, foi relatado em dezembro de 1818 que Karl havia abusado de um dos empregados de seu tio e roubado dinheiro. Apesar de seu comportamento indisciplinado na adolescência, seu tio manteve um cuidado fiel e afetuoso por ele. Em uma carta datada de 17 de maio de 1825, ele prefaciou a carta a Karl com: "Meu filho ..." e a assinou com: "Seu pai bom e fiel". Isso não impediu a objeção de Karl à batalha pela custódia e suas regras. Durante uma das tentativas de fuga de Karl de seu tio, Johanna levou Ludwig de volta ao tribunal na tentativa de mostrar sua falta de consideração pelo bem-estar de seu filho. O Landrechete convocou Johanna, Ludwig e Karl para uma audiência em 11 de dezembro de 1818. Quando questionado sobre com quem ele gostaria de morar, Karl revelou que seu tio o tratava bem e se um intérprete pudesse ser fornecido, ele escolheria morar com seu tio.
Devido a um erro da parte de Ludwig, o caso foi transferido para o Magistrat de Viena e uma audiência foi realizada em 11 de janeiro de 1819. Durante esse tempo, Karl ficou com sua mãe. Enquanto o Magistrat considerava sua decisão, Ludwig considerava levar Karl para fora do país; e até solicitou a ajuda do arquiduque Rudolph. Além disso, ele abordou o conselheiro magisterial, Matthias Von Tuscher, para aceitar a co-tutela de Karl. O tribunal reconheceu a co-tutela; no entanto, quando von Tuscher recomendou que Karl fosse mandado embora, Ludwig rompeu a amizade e recuperou a guarda exclusiva. Por conta disso, o Magistrat decidiu contra Ludwig, afirmando que Karl tinha sido "sujeito aos caprichos de [seu tio] e foi jogado para frente e para trás como uma bola de uma instituição educacional para outra". Decretou em 17 de setembro de 1819 que Johanna receberia a custódia de Karl com um co-tutor.
Ludwig retaliou mantendo um dos principais advogados de Viena e apelou da decisão. Na tentativa de reverter a decisão, ele abordou um juiz e dois outros membros do Tribunal de Apelação para "conversas privadas". Em uma carta, Ludwig escreveu: "tal contingência certamente provocaria a desaprovação de nosso mundo civilizado". Em 8 de abril de 1820, o tribunal decidiu a seu favor e, mais uma vez, Karl foi concedido a seu tio; sob a provisão de uma tutela conjunta com seu amigo, Karl Peters. Apesar do apelo de Johanna ao próprio imperador, o decreto permaneceu; e Karl foi mandado de volta ao Instituto Blochlinger, onde fugiu imediatamente e teve de ser devolvido contra sua vontade. Quando as batalhas judiciais finalmente terminaram em 1820, Johanna perdeu toda a custódia do filho.
Johann van Beethoven, o outro tio de Karl, escreveu a ele anos depois em 10 de junho de 1825 e tentou oferecer-lhe um conselho sobre a situação: "Se você, no entanto, pensa em todas as coisas que seu tio já fez por você, deve perceber que ele provavelmente gastou mais de 10.000 florins em seu favor, e quantos problemas e tristezas você lhe causou! Quando alguém é jovem, não vê essas coisas, mas você vai entender muito melhor à medida que envelhecer. . . ".
A vida de Karl com seu famoso tio foi saudada com total miséria, até que ele se matriculou na Universidade de Viena para estudar línguas em 1825 com a idade de 19 anos. Apesar de sua vida aparentemente não ter direção, ele mostrou um grande talento para relações comerciais. Por conta disso, seu tio atribuiu-lhe as funções de lidar com suas transações financeiras. Enquanto estava na universidade, seu tio mudou-se para o interior; mas ficava de olho em cada movimento seu. Às vezes, Ludwig empregava seus amigos para espionar Karl.

## Tentativa de suicídio

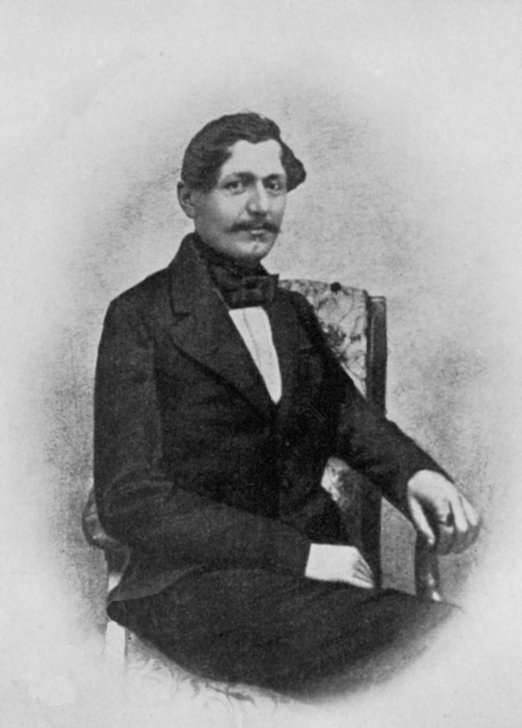
Karl van Beethoven na vida adulta. Seu cabelo penteado sobre a têmpora para esconder a cicatriz da tentativa de suicídio.

A revelação de que Karl buscava uma carreira militar deixou seu tio em um forte acesso de raiva. Encontrando-se em total perigo, em julho de 1826, Karl comprou uma pistola com a intenção de cometer suicídio. Em 29 de julho, ele penhorou seu relógio e comprou uma segunda pistola. Subindo para as ruínas Rauhenstein em Baden, armado com duas pistolas e pólvora, Karl carregou as duas armas e apontou a primeira em direção à sua cabeça. O tiro disparado não o acertou completamente. Karl então mirou com a segunda pistola, disparou e, desta vez, a bala atingiu sua têmpora. Quando Karl foi descoberto por um carroceiro no dia seguinte, ele pediu para ser levado para a casa de sua mãe. A notícia da tentativa de suicídio e o pedido para ser levado à casa de sua cunhada perturbaram profundamente Ludwig. Quando a polícia questionou Karl, ele respondeu: "meu tio me atormentou demais" e "Fiquei pior porque meu tio queria que eu fosse melhor".
Devido à tentativa de suicídio, Karl foi recomendado para aconselhamento religioso e internado em um hospital. Após sua libertação em setembro, seu tio permitiu que ele viajasse para a Boêmia para o serviço militar. Um mês antes de partir para o serviço, a saúde de seu tio piorou. Karl ficou ao lado de sua cama durante dezembro de 1826. No dia seguinte à sua partida para o serviço, Ludwig redigiu seu último testamento; deixando toda sua propriedade para Karl.
Karl começou a pentear o cabelo para a frente, sobre a têmpora, para esconder a cicatriz da tentativa de suicídio. Enquanto Karl servia no exército, Ludwig van Beethoven morreu em 26 de março de 1827. Karl voltou três dias depois para assistir ao funeral.

## Vida Pessoal
Karl se aposentou do serviço militar em 1832 e se casou com Caroline Barbara Charlotte Naske. Eles tiveram quatro filhas: Karoline Johanna (5 de novembro de 1831 - 30 de agosto de 1919), Marie Anna (31 de agosto de 1835 - 29 de setembro de 1891), Gabriele (24 de março de 1844 - 10 de outubro de 1914), Hermine (31 de julho de 1852 - 7 de abril de 1887) e um filho, Ludwig Johann (batizado em 31 de março de 1839 - morreu entre 1890 e 1916). Embora ele tentasse ganhar a vida como administrador de terras agrícolas, Karl e Caroline conseguiram viver confortavelmente com a herança voluntária de seus tios. Karl van Beethoven morreu de doença hepática aos 52 anos em 13 de abril de 1858. Ele foi enterrado em 15 de abril de 1858 no cemitério Schmelz (hoje Parque März no 15º distrito de Viena). Sua esposa Caroline morreu de traqueíte aos 83 anos de idade em 15 de novembro de 1891.
Em 20 de abril de 1903, o túmulo de Karl van Beethoven foi desenterrado. De acordo com o Dr. Robert Homolka, a única testemunha presente foi o bisneto de Karl, Raoul Emil Weidinger. Ele declarou: "... o túmulo estava localizado aproximadamente perto da parede. Não me lembro mais se Karl van Beethoven tinha uma lápide. Quando o túmulo foi aberto, pôde-se ver que o falecido devia ser um homem muito alto. O corpo estava bem preservado. Notei particularmente o cabelo todo branco como a neve. No entanto, assim que entrou em contato com o ar, tudo desmoronou rapidamente". Os restos mortais de Karl foram transferidos para o cemitério de Dornbach em 20 de abril de 1903, junto com os restos mortais de sua esposa e sua neta Eugenie Weidinger.

## Louis von Hoven

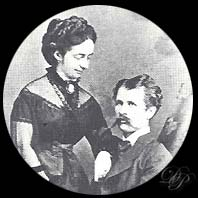
Louis von Hoven na América com sua esposa, Marie

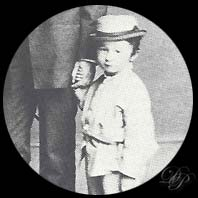
Karl Julius Maria van Beethoven

Karl van Beethoven e sua esposa Caroline tiveram 4 filhas e um filho, Ludwig (em homenagem ao famoso tio de Karl), que nasceu em 8 de março de 1839 em Friehaus auf der Wieden "8. Stiege. 2 Estoque, nº 51".
Ludwig recebeu uma educação formidável no Piarist Gymnasium antes de servir no exército. Desentendimentos com a lei começaram em 1862, quando ele roubou dinheiro de seu regimento. Sua mãe, Caroline, abriu mão das economias restantes de sua herança para evitar que ele fosse preso. Após seu serviço, Ludwig tornou-se jornalista da revista Die Glocke. Em 1868, Ludwig teve que escapar de Viena devido aos credores e do tribunal criminal, por meio do dinheiro de sua mãe pela segunda vez, e fugiu para Munique. Lá ele conheceu Ludwig Nohl, que o apresentou ao compositor Richard Wagner, que por sua vez solicitou seus serviços ao rei Ludwig II da Baviera. Foi nessa época que Ludwig começou a alegar-se falsamente como neto de Ludwig van Beethoven Essa linha direta de nobreza musical impressionou tanto o rei que ele deu a Ludwig um saudável salário para viver. Foi também nessa época que Ludwig se casou com sua esposa Marie (nascida Nitsche), uma talentosa pianista por direito próprio. Ele também começou a se passar por Barão e a enganar as pessoas em seus salários. Em 30 de agosto de 1871, enfrentando quatro anos de prisão por seus vários crimes, Ludwig e Marie (que também enfrentou 6 meses), junto com seu filho Karl Julius Maria (nascido em 8 de maio de 1870 em Munique) fugiram para Hamburgo, onde eles zarpou para a América. Enquanto na América, Ludwig mudou seu nome para Louis von Hoven, para separar-se de seu sobrenome famoso e (como ele revelou à sua irmã): "[me livrei de] ser continuamente confrontado com perguntas irritantes". Louis e sua esposa Marie tiveram seis filhos: dois dos quais são desconhecidos, Marie (1865–1865), Meta (1874 - algum tempo antes de 1890) e Heinrich (1871–1872). Seu único filho, Karl Julius, sobreviveu até a idade adulta.
Durante sua estada na América, Louis trabalhou para a Michigan Central Railroad em Detroit, iniciou vários negócios e teve um breve sucesso como inventor. Marie van Beethoven teve sucesso como professora de piano e pianista concertista, viajando pelos Estados Unidos e Montreal. Em 1875, Louis tornou-se gerente geral da New York Commissionaire Company. O crítico musical da revista The New Yorker, Alex Ross, afirma, no entanto, que Louis "administrou um esquema de aluguel de cadeiras de rodas para idosos na Exposição do Centenário de 1876 na Filadélfia" sob a Roll-Chair Company. Louis e sua família deixaram a América e foi relatado que permaneceram brevemente em Viena em 1878.

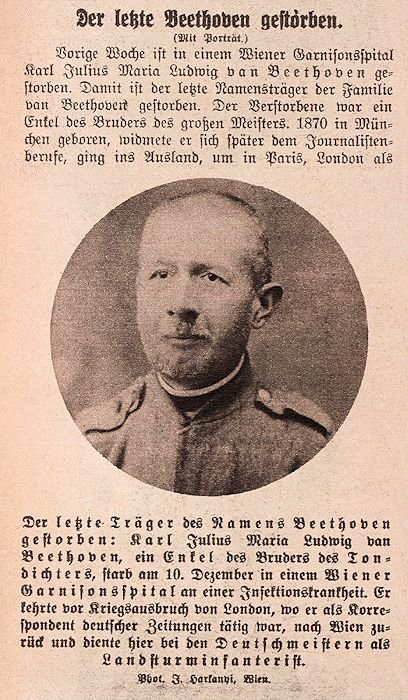
Fotografia publicada em Das interessante Blatt, 20 de dezembro de 1917, de Karl Julius Maria van Beethoven.

A documentação histórica do paradeiro de Louis diminuiu consideravelmente após o final da década de 1870. Uma das últimas evidências registradas dele é encontrada no artigo do autor Paul Nettl "O sobrinho-neto de Beethoven na América", onde ele teria sido visto em Paris em 1890, doente e empobrecido. Pensou-se que o local e a data de sua morte eram desconhecidos; no entanto, uma nota descoberta redigida pelo Tribunal de Hietzing no arquivo de inventário de Maria van Beethoven revela que Louis von Hoven (também conhecido como Ludwig Johann van Beethoven) morreu em Bruxelas em 15 de outubro de 1913.
Em 1907, a família von Hoven mudou-se para Bruxelas. Karl Julius tinha idade suficiente para trabalhar e conseguiu emprego em várias revistas belgas, francesas e inglesas. Em 26 de setembro de 1916, ele se alistou no exército austríaco por um curto período. Marie van Beethoven, que vivia sozinha e incapaz de cuidar de si mesma, foi transferida para um asilo onde morreu em 19 de maio de 1917. Karl Julius não compareceu ao funeral da mãe devido a complicações decorrentes de anemia, neurastenia e desnutrição. Ele foi internado no Hospital Garrison em abril; e demorou até agosto para que as autoridades o notificassem da morte de sua mãe. Em junho, sua saúde havia melhorado e ele foi re-designado para "serviço desarmado". Em 1 de setembro de 1917, Karl Julius recebeu os pertences finais de sua mãe: um anel, um despertador e 27 Kroen e 31 Heller em dinheiro.
Em 3 de dezembro de 1917, Karl Julius foi submetido a uma cirurgia de bloqueio intestinal. Poucos dias depois, em 9 de dezembro, ele morreu de peritonite. Embora todos os seus parentes mais próximos fossem listados como "falecidos", o arquivo de inventário afirmava que sua tia, Karoline Weidinger (viúva), supostamente ainda estava viva. Karl Julius foi enterrado em 13 de dezembro de 1917 ao lado de sua mãe. Sua morte como sendo o "último Beethoven" atraiu a atenção da mídia: "Ontem o último portador do nome Beethoven morreu no Hospital Garrison. Karl Julius van Beethoven, neto do irmão do grande mestre, nasceu em 1870 em Munique..." (Nueus Wiener Journal, 11 de dezembro de 1917), "Os parentes que compareceram ao funeral eram...Dr. Raoul E. Wedinger, sua mãe Hermine Weidinger e sua filha Elsa. Eles eram parentes do Sr. van Beethoven apenas na linhagem feminina. " (Fremden-Blatt, 17 de dezembro de 1917), e o Das interessante Blatt publicou uma fotografia de Karl, datada de 20 de dezembro de 1917.

## Na cultura popular
Hans Teuscher interpretou Karl van Beethoven no filme alemão de 1976 Beethoven 1 Tage aus einem Leben (Beethoven - Dias na Vida).
Em 1985, o ator Dietmar Prinz estrelou como Karl van Beethoven no filme O Sobrinho de Beethoven. Uma atmosfera de homoerotismo está fortemente presente no enredo; embora nenhuma teoria desse tipo tenha sido sugerida por historiadores.
No filme Immortal Beloved, estrelado por Gary Oldman como Ludwig van Beethoven, o ator Marco Hofschneider interpreta seu sobrinho. A premissa do título do filme concentra-se em uma carta de 10 páginas que Ludwig van Beethoven escreveu a um destinatário anônimo: uma "Amada Imortal". Embora a maioria dos fatos dentro do filme sejam historicamente corretos, a apresentação final da carta à cunhada de Ludwig, Johanna (mãe de Karl), sugere que ela é seu verdadeiro amor, o que os estudiosos nunca apresentaram como uma teoria plausível.
O documentário da BBC The Genius of Beethoven dedica um episódio inteiro, "Faith and Fury", a Ludwig van Beethoven e seu sobrinho Karl.
O ator Casper Harvey interpretou Karl van Beethoven em 2 episódios da Minissérie de TV Beethoven de 2005.
No filme Copying Beethoven de 2006, o papel de Karl van Beethoven é interpretado pelo ator Joe Anderson.